# Seznam irskih nogometašev
Seznam irskih nogometašev.

## A
- Keith Andrews

## B
- George Best
- Leon Best
- Liam Brady

## C
- Ciaran Clark
- Séamus Coleman
- David Connolly
- Simon Cox
- Greg Cunningham

## D
- Liam Daish
- Damien Delaney
- Miah Dennehy
- Kevin Doyle
- Damien Duff
- Shane Duffy
- Richard Dunne

## F
- Keith Fahey
- Steve Finnan
- Kevin Foley
- David Forde

## G
- Darron Gibson
- Shay Given
- Paul Green

## H
- Stephen Henderson
- Stephen Hunt

## I
- Denis Irwin

## J
- Pat Jennings

## K
- Robbie Keane
- Roy Keane
- Stephen Kelly
- Andy Keogh
- Kevin Kilbane

## L
- Liam Lawrence
- Sean St Ledger
- Shane Long

## M
- Alan Mahon
- James McCarthy
- James McClean
- Aiden McGeady
- Paul McGrath
- Paul McShane
- Brian Murphy
- Joe Murphy

## O
- Darren O'Dea
- Paidi O'Se
- John O'Shea

## Q
- Niall Quinn

## R
- Anton Rodgers

## S
- Cillian Sheridan
- Steve Staunton
- Anthony Stokes

## T
- Keith Treacy

## W
- Jon Walters
- Stephen Ward
- Keiren Westwood
- Glenn Whelan
- Marc Wilson